# 艾德·伍德 (电影)
《艾德·伍德》（英語：Ed Wood）是一部1994年首映的美國喜劇傳記電影，由添·布頓导演，主角约翰尼·德普飾演，內容是關於1950年代荷里活怪導演艾德·伍德漸露頭角时期的生活以及他与贝拉·卢戈西的友誼。剧本則是史考特·亞歷山大與萊瑞·卡拉蘇斯基在南加大電影藝術學院就讀时构思出来的。
此片最初是哥伦比亚电影公司出资摄制，但后来因添·布頓執意以黑白格式拍攝此片而轉為與迪斯尼合作。演員馬丁·蘭道以此片獲得奥斯卡最佳男配角、美国演员工会奖最佳男配角、金球奖最佳電影男配角及各影評人協會獎的最佳男配角獎。

## 演員
- 尊尼·特普 飾
- 馬田·蘭度 飾 貝拉·盧戈西
- 莎拉·潔西卡·帕克 飾 多洛雷斯·富勒（英语：Dolores Fuller）
- 柏翠茜·雅格 飾 Kathy O'Hara
- 麗莎·馬里（英语：Lisa Marie (actress)） 飾 Vampira（英语：Maila Nurmi）
- 傑佛瑞·瓊斯 飾 The Amazing Criswell（英语：The Amazing Criswell）
- 馬克斯·凱塞拉和Brent Hinkley 飾 保羅·馬爾科（英语：Paul Marco）和康拉德·布魯克斯（英语：Conrad Brooks）
- 標·梅利 飾 John "Bunny" Breckinridge（英语：Bunny Breckinridge）
- 喬治·斯蒂爾（英语：George Steele） 飾 Tor Johnson（英语：Tor Johnson）
- 茱麗葉·蘭道（英语：Juliet Landau） 飾 洛麗泰·金（英语：Loretta King Hadler）
- 內德·貝拉米（英语：Ned Bellamy） 飾 Tom Mason（英语：Tom Mason）
- 邁克·史塔爾（英语：Mike Starr (actor)） 飾 喬治·魏斯（英语：George Weiss (producer)）
- 文森·唐諾佛利歐 飾 奧遜·威爾斯
- 科拉·彭迪特（英语：Korla Pandit） 飾 印度音樂家

## 製作
此片的主體拍攝於1993年8月5日開始，於洛杉矶進行製作。

## 扩展阅读
- Conway, Rob. . McFarland. 2009. ISBN 978-0-7864-3955-3.
- Ed Wood's Bride of the Monster by Gary D. Rhodes and Tom Weaver (2015) BearManor Media, ISBN 1593938578
- Bela Lugosi: Dreams and Nightmares by Gary D. Rhodes, with Richard Sheffield, (2007) Collectables/Alpha Video Publishers, ISBN 0-9773798-1-7 (hardcover)
- Lugosi: His Life on Film, Stage, and in the Hearts of Horror Lovers by Gary D. Rhodes (2006) McFarland & Company, ISBN 978-0786427659

## 外部連結
- 互联网电影数据库（IMDb）上《艾德·伍德》的资料（英文）
- AllMovie上《艾德·伍德》的资料（英文）
- Metacritic上《艾德·伍德》的資料（英文）
- 爛番茄上《艾德·伍德》的資料（英文）